# French Institutes of Technology
French Institutes of Technology (FIT) est une association qui fédère les huit Instituts de recherche technologiques (IRT) français : b<>com, BIOASTER, Jules-Verne, M2P, NanoElec, Railenium, Saint-Exupéry et SystemX.

## Historique
L'association des IRT est créée le 12 mars 2015. Le 18 octobre 2016, elle devient FIT (French Instituts of Technology) et signe une convention de partenariat avec les Instituts Carnot.
L'association FIT élit son nouveau bureau le 9 mars 2017.

## Présentation
L'association French Institutes of Technology (FIT) réunit les huit Institut de recherche technologique (IRT) labellisés en 2012 dans le cadre du Programme d’investissement d’avenir (PIA) mis en place dans le but de soutenir l’innovation en France. L'association a pour objectif de renforcer l'attractivité du modèle des IRT, accélérateurs du développement et du transfert technologique, tant sur le plan national qu'international.
L'association French Institutes of Technology (FIT) est présidée par Vincent Marcatté (Président de l'IRT b<>com). Gilbert Casamatta (Président de l’IRT Saint Exupéry). Éric Perrin-Pelletier (Directeur Général de l'IRT SystemX) est secrétaire général et Alexandre Moulin (Directeur général adjoint de BIOASTER) assure les fonctions de trésorier.
Le modèle de FIT s'appuie sur cinq caractéristiques : 
- des partenariats public-privé ;
- une innovation ouverte pour marier les compétences, idées et expérimentations ;
- un positionnement sur des filières stratégiques pour la France, répertoriées au sein des solutions de la Nouvelle France industrielle (NFI) ;
- une implication au sein des territoires ;
- une collaboration avec les initiatives d'excellence françaises : SATT, IHU, ITE, IDEX, Equipex, etc.

## Chiffres clefs (au 31 décembre 2016)[5]
- 8 IRT
- 206 brevets et logiciels
- 871 publications
- 61 plateformes technologiques
- 25 projets européens
- 104 transferts technologiques
- 574 partenaires industriels et académiques
- 615 chercheurs dont 167 doctorants